# Luhunga
Luhunga è una circoscrizione rurale (rural ward) della Tanzania situata nel distretto di Mufindi, regione di Iringa. Conta una popolazione di 9 568 abitanti (censimento 2012).